# Puchar Europy w Lekkoatletyce 1967 – półfinał mężczyzn (Duisburg)
Półfinał pucharu Europy w lekkoatletyce w 1967 mężczyzn odbył się 22 i 23 lipca w Duisburgu. Był to jeden z trzech półfinałów. Pozostałe odbyły się w Ostrawie i Sztokholmie.
Wystąpiło sześć zespołów, z których dwa najlepsze awansowały do finału.

## Klasyfikacja generalna
| Poz. | Reprezentacja   | Punkty |
| ---- | --------------- | ------ |
| 1    | RFN             | 105    |
| 2    | Węgry           | 78     |
| 3    | Wielka Brytania | 77     |
| 4    | Szwajcaria      | 56     |
| 5    | Bułgaria        | 54     |
| 6    | Jugosławia      | 37     |

## Wyniki indywidualne
Kolorami oznaczono zawodników reprezentujących zwycięskie drużyny.

### Bieg na 100 metrów
| Lp. | Państwo         | Zawodnik       | Wynik |
| --- | --------------- | -------------- | ----- |
| 1.  | RFN             | Gert Metz      | 10,3  |
| 2.  | Wielka Brytania | Barrie Kelly   | 10,4  |
| 3.  | Szwajcaria      | Philippe Clerc | 10,5  |
| 4.  | Węgry           | Lajos Hajdú    | 10,6  |
| 5.  | Bułgaria        | Żiwko Trajkow  | 10,7  |
| 6.  | Jugosławia      | Jovan Mušković | 10,7  |

### Bieg na 200 metrów
| Lp. | Państwo         | Zawodnik            | Wynik |
| --- | --------------- | ------------------- | ----- |
| 1.  | RFN             | Hans Nerlich        | 21,2  |
| 2.  | Szwajcaria      | Philippe Clerc      | 21,4  |
| 3.  | Wielka Brytania | Menzies Campbell    | 21,6  |
| 4.  | Węgry           | István Gyulai       | 21,6  |
| 5.  | Bułgaria        | Trendafił Terzijski | 21,8  |
| 6.  | Jugosławia      | Basid Muftić        | 22,2  |

### Bieg na 400 metrów
| Lp. | Państwo         | Zawodnik       | Wynik |
| --- | --------------- | -------------- | ----- |
| 1.  | RFN             | Ingo Röper     | 47,1  |
| 2.  | Wielka Brytania | Tim Graham     | 47,3  |
| 3.  | Węgry           | Imre Nemesházi | 48,3  |
| 4.  | Szwajcaria      | René Salm      | 48,5  |
| 5.  | Jugosławia      | Predrag Križan | 49,3  |
| 6.  | Bułgaria        | Georgi Bożkow  | 50,2  |

### Bieg na 800 metrów
| Lp. | Państwo         | Zawodnik             | Wynik  |
| --- | --------------- | -------------------- | ------ |
| 1.  | RFN             | Franz-Josef Kemper   | 1:47,5 |
| 2.  | Wielka Brytania | John Boulter         | 1:48,5 |
| 3.  | Szwajcaria      | Hansueli Mumenthaler | 1:48,9 |
| 4.  | Bułgaria        | Złati Wyłczew        | 1:49,2 |
| 5.  | Węgry           | Imre Nagy            | 1:50,5 |
| 6.  | Jugosławia      | Ivan Jokić           | 1:58,7 |

### Bieg na 1500 metrów
| Lp. | Państwo         | Zawodnik          | Wynik  |
| --- | --------------- | ----------------- | ------ |
| 1.  | Wielka Brytania | Andy Green        | 3:46,8 |
| 2.  | Szwajcaria      | Hansruedi Knill   | 3:47,0 |
| 3.  | RFN             | Werner Gosewinkel | 3:47,2 |
| 4.  | Węgry           | György Kiss       | 3:48,0 |
| 5.  | Bułgaria        | Jonczo Kałczew    | 3:49,0 |
| 6.  | Jugosławia      | Ivan Pavlicević   | 3:49,2 |

### Bieg na 5000 metrów
| Lp. | Państwo         | Zawodnik       | Wynik   |
| --- | --------------- | -------------- | ------- |
| 1.  | RFN             | Harald Norpoth | 14:12,4 |
| 2.  | Wielka Brytania | Ian McCafferty | 14:13,6 |
| 3.  | Węgry           | Lajos Mecser   | 14:17,4 |
| 4.  | Bułgaria        | Miłen Conew    | 14:21,8 |
| 5.  | Szwajcaria      | Walter Huss    | 14:27,4 |
| 6.  | Jugosławia      | Dane Korica    | 14:27,8 |

### Bieg na 10 000 metrów
| Lp. | Państwo         | Zawodnik       | Wynik   |
| --- | --------------- | -------------- | ------- |
| 1.  | Węgry           | Lajos Mecser   | 29:38,4 |
| 2.  | Jugosławia      | Drago Žuntar   | 29:46,0 |
| 3.  | RFN             | Lutz Philipp   | 29:46,2 |
| 4.  | Wielka Brytania | Lachie Stewart | 30:03,6 |
| 5.  | Bułgaria        | Angeł Angelow  | 30:56,6 |
| 6.  | Szwajcaria      | Edgar Friedli  | 32:33,0 |

### Bieg na 110 metrów przez płotki
| Lp. | Państwo         | Zawodnik       | Wynik |
| --- | --------------- | -------------- | ----- |
| 1.  | RFN             | Hinrich John   | 14,0  |
| 2.  | Wielka Brytania | Alan Pascoe    | 14,2  |
| 3.  | Szwajcaria      | Werner Kuhn    | 14,3  |
| 4.  | Węgry           | Béla Mélykúti  | 14,8  |
| 5.  | Bułgaria        | Petyr Bożinow  | 14,9  |
| 6.  | Jugosławia      | Milad Petrušić | 15,2  |

### Bieg na 400 metrów przez płotki
| Lp. | Państwo         | Zawodnik          | Wynik  |
| --- | --------------- | ----------------- | ------ |
| 1.  | Wielka Brytania | John Sherwood     | 50,5   |
| 2.  | RFN             | Rainer Schubert   | 51,6   |
| 3.  | Szwajcaria      | Hansjörg Wirz     | 52,1   |
| 4.  | Węgry           | Zsolt Ringhoffer  | 52,2 = |
| 5.  | Bułgaria        | Christo Gergow    | 52,6   |
| 6.  | Jugosławia      | Zoran Majstorović | 53,4   |

### Bieg na 3000 metrów z przeszkodami
| Lp. | Państwo         | Zawodnik          | Wynik  |
| --- | --------------- | ----------------- | ------ |
| 1.  | Węgry           | István Jóny       | 8:32,6 |
| 2.  | Wielka Brytania | Maurice Herriott  | 8:33,0 |
| 3.  | RFN             | Manfred Letzerich | 8:37,0 |
| 4.  | Bułgaria        | Michaił Żelew     | 8:37,8 |
| 5.  | Szwajcaria      | Hans Menet        | 8:42,2 |
| 6.  | Jugosławia      | Ivan Kokić        | 8:59,0 |

### Sztafeta 4 × 100 metrów
| Lp. | Państwo         | Zawodnicy                                                            | Wynik |
| --- | --------------- | -------------------------------------------------------------------- | ----- |
| 1.  | RFN             | Jobst Hirscht Hartmut Wilke Dieter Enderlein Hans Nerlich            | 39,9  |
| 2.  | Wielka Brytania | Mike Hauck Ron Jones Menzies Campbell Barrie Kelly                   | 39,9  |
| 3.  | Szwajcaria      | Philippe Clerc Reto Diezi Rudolf Oegerli Jules Jost                  | 40,6  |
| 4.  | Bułgaria        | Todor Diułgerow Żiwko Trajkow Stefan Penczew Trendafił Terzijski     | 40,8  |
| 5.  | Węgry           | Lajos Hajdú Henrik Kalocsai Imre Babos Gyula Rábai                   | 41,1  |
| 6.  | Jugosławia      | Jovan Mušković Slobodan Pavlović Miroslav Hercog Srbislav Mijušković | 41,4  |

### Sztafeta 4 × 400 metrów
| Lp. | Państwo         | Zawodnicy                                                         | Wynik  |
| --- | --------------- | ----------------------------------------------------------------- | ------ |
| 1.  | RFN             | Friedrich Roderfeld Siegfried König Helmar Müller Hans Reinermann | 3:07,4 |
| 2.  | Wielka Brytania | Howard Davies Colin Campbell John Sherwood Tim Graham             | 3:08,2 |
| 3.  | Węgry           | István Gyulai István Bátori László Mihályfi Imre Nemesházi        | 3:11,0 |
| 4.  | Bułgaria        | Georgi Bożkow Aleksandyr Popow A. Bukow Nikołaj Nikołow           | 3:13,2 |
| 5.  | Jugosławia      | Stjepan Kremer Anton Levar Basid Muftić Predrag Križan            | 3:13,3 |
| 6.  | Szwajcaria      | Sepp Meier Marco Montalbetti Hanspeter Blum René Salm             | 3:13,6 |

### Skok wzwyż
| Lp. | Państwo         | Zawodnik              | Wynik |
| --- | --------------- | --------------------- | ----- |
| 1.  | RFN             | Wolfgang Schillkowski | 2,12  |
| 2.  | Jugosławia      | Miodrag Todosijević   | 2,05  |
| 3.  | Węgry           | Sándor Noszály        | 2,02  |
| 4.  | Bułgaria        | Ewgeni Jordanow       | 2,02  |
| 5.  | Szwajcaria      | Michel Portmann       | 1,99  |
| 6.  | Wielka Brytania | Mike Colin Campbell   | 1,93  |

### Skok o tyczce
| Lp. | Państwo         | Zawodnik          | Wynik |
| --- | --------------- | ----------------- | ----- |
| 1.  | RFN             | Klaus Lehnertz    | 4,90  |
| 2.  | Bułgaria        | Dimityr Chlebarow | 4,80  |
| 3.  | Wielka Brytania | Mike Bull         | 4,50  |
| 4.  | Węgry           | Ágoston Schulek   | 4,30  |
| 5.  | Szwajcaria      | Werner Duttweiler | 4,00  |
| –   | Jugosławia      | Dragan Arapović   | NM    |

### Skok w dal
| Lp. | Państwo         | Zawodnik           | Wynik |
| --- | --------------- | ------------------ | ----- |
| 1.  | Wielka Brytania | Lynn Davies        | 8,04  |
| 2.  | Węgry           | Henrik Kalocsai    | 7,75  |
| 3.  | RFN             | Hermann Latzel     | 7,63  |
| 4.  | Jugosławia      | Milijenko Rak      | 7,49  |
| 5.  | Bułgaria        | Petyr Marin        | 7,42  |
| 6.  | Szwajcaria      | Walter Zuberbühler | 7,00  |

### Trójskok
| Lp. | Państwo         | Zawodnik          | Wynik |
| --- | --------------- | ----------------- | ----- |
| 1.  | Węgry           | Henrik Kalocsai   | 16,24 |
| 2.  | RFN             | Michael Sauer     | 16,21 |
| 3.  | Wielka Brytania | Fred Alsop        | 15,75 |
| 4.  | Bułgaria        | Georgi Stojkowski | 15,36 |
| 5.  | Szwajcaria      | André Bänteli     | 14,95 |
| 6.  | Jugosławia      | Dušan Košutić     | 14,56 |

### Pchniecie kulą
| Lp. | Państwo         | Zawodnik             | Wynik |
| --- | --------------- | -------------------- | ----- |
| 1.  | Węgry           | Vilmos Varjú         | 18,79 |
| 2.  | RFN             | Heinfried Birlenbach | 18,48 |
| 3.  | Jugosławia      | Milija Jocović       | 18,10 |
| 4.  | Szwajcaria      | Edy Hubacher         | 16,93 |
| 5.  | Wielka Brytania | Jeff Teale           | 16,56 |
| 6.  | Bułgaria        | Spas Dżurow          | 16,13 |

### Rzut dyskiem
| Lp. | Państwo         | Zawodnik        | Wynik |
| --- | --------------- | --------------- | ----- |
| 1.  | Węgry           | Géza Fejér      | 57,02 |
| 2.  | RFN             | Hein-Direck Neu | 55,96 |
| 3.  | Bułgaria        | Todor Artarski  | 51,74 |
| 4.  | Wielka Brytania | Bill Tancred    | 51,40 |
| 5.  | Jugosławia      | Nenad Nenadić   | 50,92 |
| 6.  | Szwajcaria      | Josef Bächli    | 48,74 |

### Rzut młotem
| Lp. | Państwo         | Zawodnik        | Wynik |
| --- | --------------- | --------------- | ----- |
| 1.  | RFN             | Uwe Beyer       | 66,30 |
| 2.  | Węgry           | Gyula Zsivótzky |       |
| 3.  | Bułgaria        | Wyłczo Iwanow   | 61,64 |
| 4.  | Szwajcaria      | Ernst Ammann    | 61,50 |
| 5.  | Jugosławia      | Srećko Štiglić  | 61,46 |
| 6.  | Wielka Brytania | Howard Payne    | 60,24 |

### Rzut oszczepem
| Lp. | Państwo         | Zawodnik         | Wynik |
| --- | --------------- | ---------------- | ----- |
| 1.  | Węgry           | Miklós Németh    | 83,68 |
| 2.  | Szwajcaria      | Urs von Wartburg | 75,20 |
| 3.  | Bułgaria        | Mitju Diczew     | 73,62 |
| 4.  | RFN             | Horst Timmer     | 72,54 |
| 5.  | Jugosławia      | Petar Galić      | 69,54 |
| 6.  | Wielka Brytania | Barry Sanderson  | 66,56 |